# Rio Glodişor
O Rio Glodişor é um rio da Romênia, afluente do Jidovoaia, localizado no distrito de Maramureş.